# Naraoia
Naraoia è un artropode marino estinto, appartenente ai trilobiti. 
Peculiare, tra i trilobiti, è la totale mancanza di un thorax articolato, dato che tutti i segmenti non cefalici sono saldati, a formare un lungo pygidium. 
I suoi resti sono stati rinvenuti in un periodo compreso tra il Cambriano inferiore e medio (tra 520 e 505 milioni di anni fa) nei ben noti giacimenti di Maotianshan (Cina) e Burgess Shales (Canada).

## Descrizione

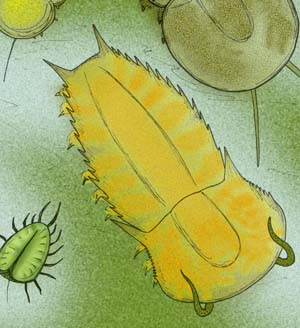
Ricostruzione di Naraoia spinosa, dal giacimento cinese di Maotianshan

Rispetto ai normali trilobiti, Naraoia era del tutto sprovvista di segmenti toracici. Al contrario, la porzione cefalica (cephalon) e caudale (pygidium) del corpo erano notevolmente espanse. L'esoscheletro di questa forma, quindi, era composto esclusivamente da due piastre ovali, piane e lisce, ciascuna caratterizzata da un rigonfiamento assiale che ricorda la glabella e il lobo assiale dei trilobiti. In realtà la cuticola esterna non mineralizzata (a differenza di quella dei tipici trilobiti), faceva di Naraoia un animale a corpo molle. Gli arti , che nell'animale in vita erano nascosti sotto il corpo, erano invece quelli tipici di un trilobite, con una organizzazione a due rami: un ramo locomotorio (l'arto vero e proprio, composto di vari segmenti articolati) e un ramo branchifero (che sosteneva strutture branchiali filamentose, al di sopra del ramo locomotorio). Anche la piastra cefalica era molto simile a quella dei trilobiti, con la presenza sul lato ventrale di un paio di antenne e tre piccole paia di appendici dietro la bocca (appendici cefaliche). L'assenza completa di strutture oculari in posizione dorsale è invece un tratto di differenziazione marcata rispetto ai trilobiti tipici, in cui gli occhi, sempre dorsali, sono presenti fin dalle forme più arcaiche e possono risultare regrediti o assenti solo secondariamente, per adattamenti peculiari.

## Scoperta e specie
I primi resti di Naraoia furono scoperti nel giacimento di Burgess Shales, in Canada. La prima descrizione degli esemplari appartenenti alla specie Naraoia compacta avvenne negli anni '10, ad opera di Charles Doolittle Walcott, il quale però la interpretò come un crostaceo branchiopode perché non riuscì a scoprire l'anatomia interna dell'animale, tipica dei trilobiti. La ridescrizione, compiuta da Harry Whittington nel 1977, portò a comprendere come la naraoia fosse un organismo affine ai trilobiti, per quanto peculiare e a corpo molle. Nel 1985 una pubblicazione cinese riferì della scoperta di esemplari di Naraoia in un sito appena scoperto (N. spinosa); questo sito, Maotianshan, divenne poi famoso come uno dei più prolifici al mondo. Nello stesso giacimento è stata scoperta una forma simile, Misszhouia longicaudata. Le differenze rispetto ai veri trilobiti, comunque importanti, fanno sì che questa forma (e altre affini) siano trattate con molta cautela a livello tassonomico dalla maggior parte dei ricercatori: la discussione verte soprattutto sull'opportunità di considerarla come un trilobite non tipico o come facente parte di un gruppo affine ai trilobiti (secondo laterminologia anglosassone: sister group); Fortey (1997), nel Treatise on Invertebrate Paleontology, suggerisce l'inclusione di questa e delle altre forme simili tra i trilobiti ma non ne ammette lo status di ordine, trattandoli come trilobiti di ordine e posizione sistematica incerti.